# Nivvlurivier
De Nivvlurivier (Zweeds: Nivvlujåkka of Nivvlujohka) is een beek die stroomt in de Zweedse  gemeente Kiruna. De rivier verzorgt de afwatering van het bergmeer Nivvlujärvi. Dit meer vangt het water op van de bergen Láfutoaivi, Njuovččavárri (802 meter hoog) en Nivvlugielas. De beek stroomt naar het zuiden en voegt zich bij de Láfutjåkka.
Afwatering: Nivvlurivier → Láfutrivier → Lainiorivier → Torne → Botnische Golf